# Morice Lipsi
Morice Lipsi (n. 29 de abril de 1898 en Wolxheim, Zarato de Polonia, Imperio ruso, como Morice Lipszyc -f. 1986 en Küsnacht, cantón de Zúrich, Suiza) fue un escultor francés de origen polaco. Fue uno de los máximos exponentes del arte abstracto y de la escultura monumental en piedra, sobre todo después de la Segunda Guerra Mundial.

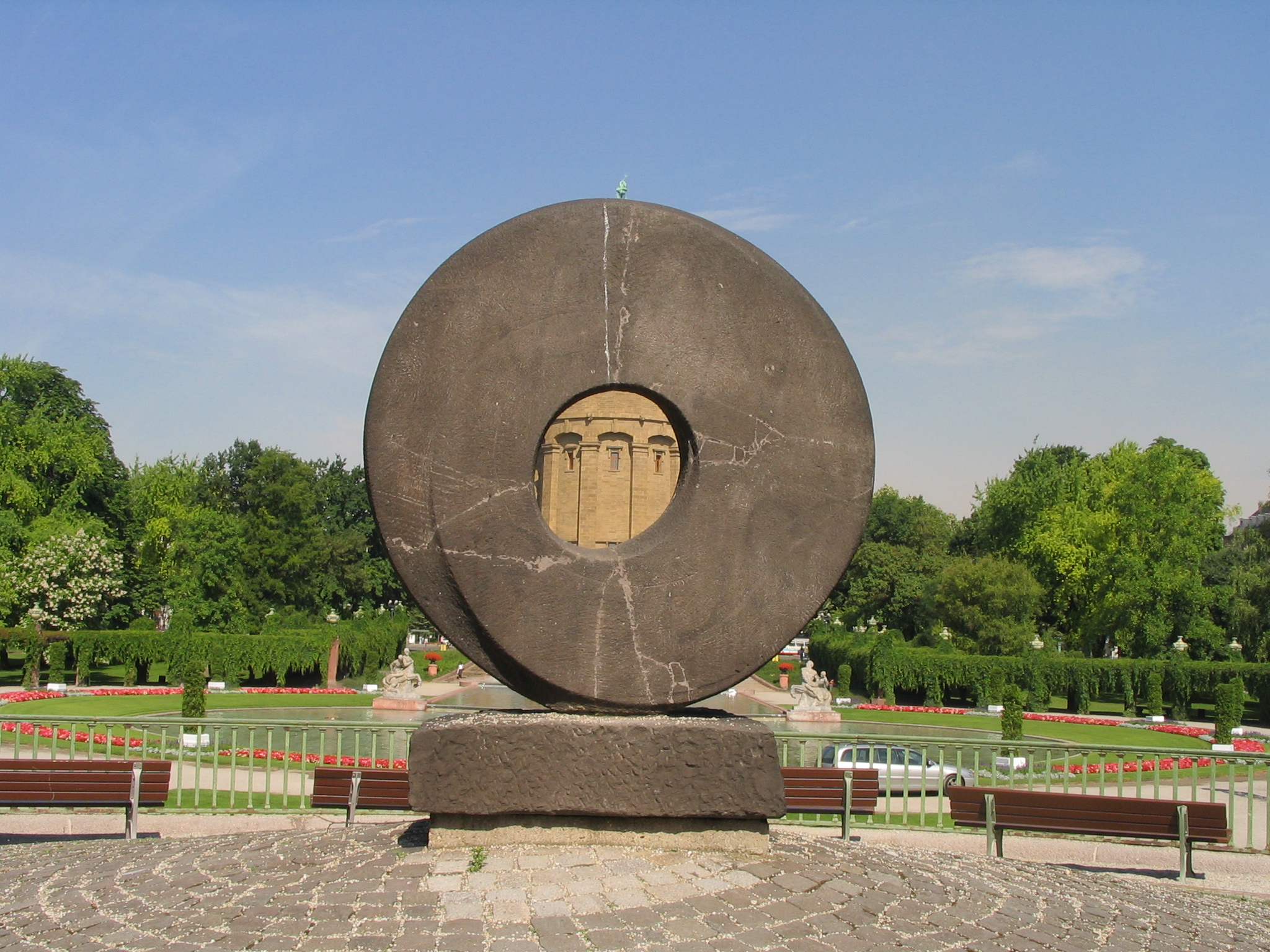
La Roue (1960), Skulpturenmeile Mannheim en Mannheim

## Datos biográficos

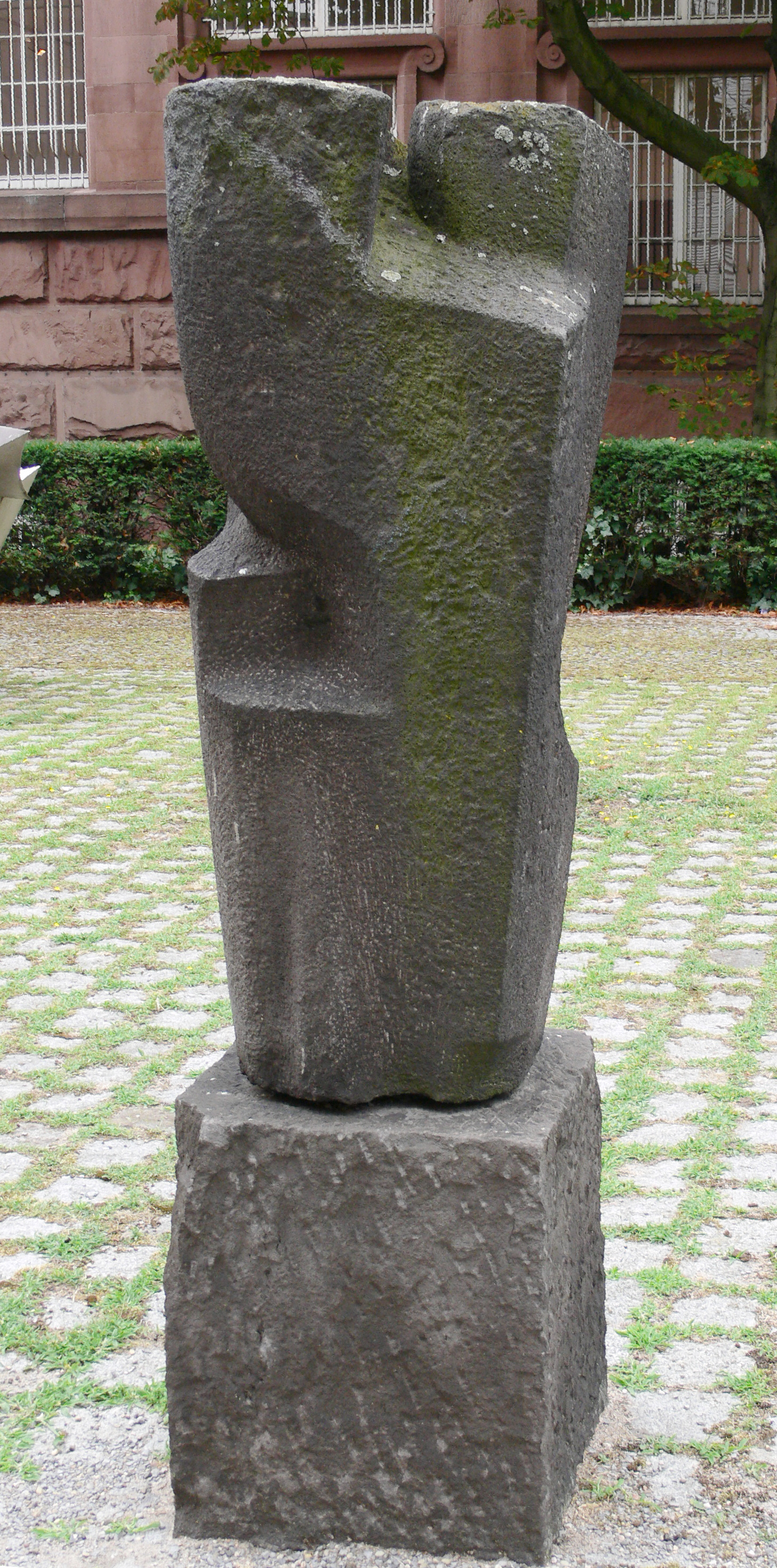

Morice Lipszyc (Morice Lipsi) se trasladó a París en 1912, reuniéndose con su hermano mayor, el escultor Samuel Lypszyc. Se estableció en la colonia de artistas "La Ruche" en el barrio de Montparnasse, compartiendo residencia con notables artistas internacionales en ese momento, como Marc Chagall, Chaim Soutine, Amedeo Modigliani, Ossip Zadkine, Guillaume Apollinaire y otros. Lipsi estudió desde 1916 en la École nationale supérieure des beaux-arts de París. En 1922 tuvo su primera exposición individual en la Galerie Hébrard en París. 
En 1927 conoció a la artista suiza Hildegard Weber, con quien se casó en 1930 ( Hildegard Weber Lipsi , 1901-2000). En este periodo de tiempo, de 1927 a 1933, trabajó en su estudio en la Rue de Vanves 172. En 1929 había cambiado su nombre a Morice Lipsi . En 1933 adquirió la nacionalidad francesa y se trasladó a Chevilly-Larue, en el extrarradio parisino.
Hasta 1939, la pareja Lipsi se quedó durante los meses de verano en Italia.
El trabajo de Lipsi a partir de 1931 es de piedra en talla directa. Fue invitado en 1937 para la Exposición Universal de las Artes y las Técnicas de París. En 1940 estuvo movilizados tras el estallido de la guerra. Se quedó después del armisticio en el departamento de Charente, donde hizo varias obras, como Bergers et moutons. También realizó algunas piezas para la iglesia. En 1942 huyó a Ginebra, en Suiza, donde se centró en el arte abstracto. El 7 de mayo de 1945 regresó a su antiguo estudio en Chevilly. Su trabajo, desde este punto sería puramente abstracto. 
En 1959 participó en la documenta 2 en Kassel. A partir de 1960, recibió numerosos encargos públicos para realizar esculturas monumentales en Francia, Japón, Israel, Checoslovaquia, Alemania e Islandia. En 1964 participó en el primer Simposio de Escultura Vyšné Ružbachy en Eslovaquia. Muchas obras realizadas por el escultor ocupan espacios públicos y colecciones públicas y privadas. Maurice Lipsi vivió y trabajó durante muchas décadas en Chevilly-Larue, al sur de París. Murió en 1986 en Küsnacht-Goldbach cerca de Zúrich .

## Grenoble
Una de las mayores obras de Lipsi es la pieza de granito Overture dans l'espace, que en 1967 se colocó en la entrada de Grenoble en el lado de Saint-Martin-le-Vinoux con motivo de la celebración de los X Juegos Olímpicos de Invierno de 1968. La estatua es de 12,5 metros de altura y pesa 85 toneladas. Otra obra de Lipsi se encuentra en el jardín de esculturas del Museo de Grenoble: La grande vague instalada desde 1978.

## Museo Morice Lipsi
En Rosey (Distrito de Vesoul) en la región de Franco Condado, abrió en 1990 el Museo Morice Lipsi, donde están expuestas cientos de esculturas de Lipsi. 